# Champagne for Two
Champagne for Two ist ein US-amerikanischer Kurzfilm von Mel Epstein aus dem Jahr 1947.

## Handlung
Jerry Malone ist Inhaber eines exklusiven Nachtclubs, in dem seine Frau Lita als Sängerin und Tänzerin auftritt. Beide sind seit einem Jahr und drei Monaten verheiratet und planen, am nächsten Tag ihre Flitterwochen nachzuholen. Dazu wollen sie nach Havanna fahren, wo sie auch geheiratet hatten. Am Abend will die alte Mrs. Cowdy Jerry sprechen. Die rechtschaffene Frau, die als Putzhilfe arbeitet, berichtet ihm, dass sie zwei Männer belauscht habe, die am nächsten Abend den Nachtclub überfallen wollen. Jerry benachrichtigt die Polizei und sagt die Reise nach Havanna schweren Herzens ab.
Am nächsten Abend hat er das Ehepaar Cowdy eingeladen, damit sie die beiden Männer identifizieren können. Auch die Polizei hat sich unter die Gäste gemischt. Die Cowdys bestellen ein Festessen mit Kaviar und Champagner für zwei, wie damals bei ihrer Hochzeitsfeier. Es kommen den ganzen Abend keine verdächtigen Männer und schließlich brechen die Cowdys auf. Am Ausgang meint Mrs. Cowdy, Jerry könne sie nun verhaften lassen. Sie hat sich die Geschichte nur ausgedacht, wovon ihr Mann Ben auch nichts weiß. Ihr Ziel war es, mit Ben ihren 50. Hochzeitstag so schön wie bei ihrer Hochzeit zu begehen. Da sie sich ein Festessen nicht hätte leisten können und in Jerrys Nachtclub schon an der Tür abgewiesen worden wäre, musste sie zu diesem Trick greifen. Jerry verzichtet auf eine Anzeige und später tanzt er mit Lita und dem Ehepaar Cowdy zu den Klängen der hauseigenen Band. Er hat erkannt, wie wichtig Hochzeitstage sein können und verspricht Lita, dass sie nun so schnell wie möglich in die Flitterwochen fliegen und ihren ersten Hochzeitstag nachholen werden.

## Produktion
Der in Technicolor gedrehte Film entstand als zweiter Teil der Reihe Musical Parade. Im Film sind zahlreiche Lieder zu hören, darunter der von Jay Livingston und Ray Evans geschriebene Titel Ho! Ho! Jose!, den Lita Baron singt. Champagne for Two erschien am 13. Juni 1947.

## Auszeichnungen
Champagne for Two wurde 1948 für einen Oscar in der Kategorie „Bester Kurzfilm (zwei Filmrollen)“ nominiert, konnte sich jedoch nicht gegen Climbing the Matterhorn durchsetzen.